# Pietro Vernengo
Pietro Vernengo est un mafieux italien, membre de Cosa nostra.
Membre de la famille (cosca) du quartier de Santa-Maria-de-Gesù de Palerme, il se range aux côtés du clan des Corleonesi lors de la deuxième guerre de la mafia, alors que l'essentiel de son mandamento reste fidèle aux clans palermitains qui sortent perdants et décimés du conflit dont l'un des enjeux était le contrôle du trafic de l'héroïne.
Au sein de Cosa nostra, il devient l'un des principaux organisateur du trafic d'héroïne entre l'Europe et les États-Unis, gérant au début des années 1980 près de la moitié du raffinage et de l'exportation de la drogue vers les États-Unis. 
En 1982, l'une de ses grosses raffineries est découverte près de Palerme et son frère, Antonio, chimiste du clan, est arrêté. 
Membre de la Cupola, organe dirigeant de la mafia sicilienne, Vernengo est l'objet  d'un mandat d'arrêt du juge Falcone pour 99 meurtres, attribués à la cupola. Pietro Vernengo fait partie des accusés du Maxi-procès de Palerme qui s'ouvre en son absence en février 1986. Il est soupçonné de quatorze homicides, dont l'assassinat du général-préfet Carlo Alberto Dalla Chiesa.
Il est arrêté le 29 juin 1986 après quatre ans de cavale, dans le cadre d'une opération conjointe des brigades criminelles de Rome, de Naples et de Palerme, en collaboration avec le FBI américain. Il est retrouvé sur son yacht, amarré sur l'îlot de Nisida à Naples.
Lors du procès en appel, il est condamné à la réclusion à perpétuité pour un seul meurtre, celui de Vito Rugnetta, proche de Totuccio Contorno. 
Il est également accusé du massacre de la Piazza Scaffa, où, le 18 octobre 1984, dans une écurie à Palerme, huit personnes ont été exécutées pour avoir acheté des chevaux. sans l'aval du parrain local.

## Famille
Son frère, Antonio, est spécialisé dans le raffinage de l'héroïne. Il st arrêté en 1982.
Son fils, Cosimo Vernengo, né en 1966, incarcéré jusqu'en 2014 et de novembre à décembre 2017, est lors de la mort de Salvatore Riina, l'un des principaux patrons de Palerme, notamment grâce à ses bonnes relations avec la Mafia italo-américaine.